# Врублевский, Виктор Геннадьевич
Виктор Геннадьевич Врублевский (родился 1 апреля 1978) ― белорусский футболист, полузащитник.

## Игровая карьера
Выступал за клубы «Динамо-93» (Минск), «Динамо» (Минск), «Днепр-Трансмаш» (Могилев). Является чемпионом Белоруссии по футболу в составе «Днепра-Трансмаша» в сезоне 1998 года.
В 1998 году в составе «Динамо-93» под руководством тренера Леонида Кучука провёл три игры (против «Коммунальника» Слоним, «Нафтана-Девона» и «Днепра-Трансмаша», после чего клуб «Динамо-93» снялся с чемпионата.
В 2002 году играл за «Забудова» (Чисть).

## В настоящее время
Закончил Российский государственный университет туризма и сервиса. Имеет степень бакалавра экономики по направлению «Финансы и кредит». В настоящее время работает в компании «EPAM Systems» по специальности инженер-программист.